# مدلج (اسم)
مدلج هو اسم علم مذكر من أصل عربي، ومعناه هو من الفعل أدلج، سار ليلًا، والمعنى الجريء الذي يسير ليلًا، المسافر في جنح الظلام، والدلج الساعة من آخر الليل.

## وصلات خارجية
- موسوعة السلطان قابوس لأسماء العرب